# Канзас-Сити (Миссури)
Канза́с-Си́ти (англ. Kansas City) — город в США, на западной границе штата Миссури, на берегу реки Миссури. Население 508 090 человек (2020). Вместе с расположенным на другом берегу Миссури одноимённым городом штата Канзас и рядом других населённых пунктов образует конурбацию Канзас-Сити с населением около 2 млн человек. Для отличия от канзасского Канзас-Сити миссурийский Канзас-Сити использует аббревиатуру KCMO.

## История
До европейской колонизации территорию населяли племена алгонкинской группы. Первым белым, посетившим эти места, стал в 1713 году французский исследователь Этьен де Веньяр (фр. Étienne de Veniard). В дальнейшем территория стала французским колониальным владением, а по итогам Парижского мирного договора 1763 года отошла к Испании. Ни французы, ни испанцы не продвинулись в её освоении дальше речного судоходства и торговли пушниной. Фактически район не принадлежал никому.

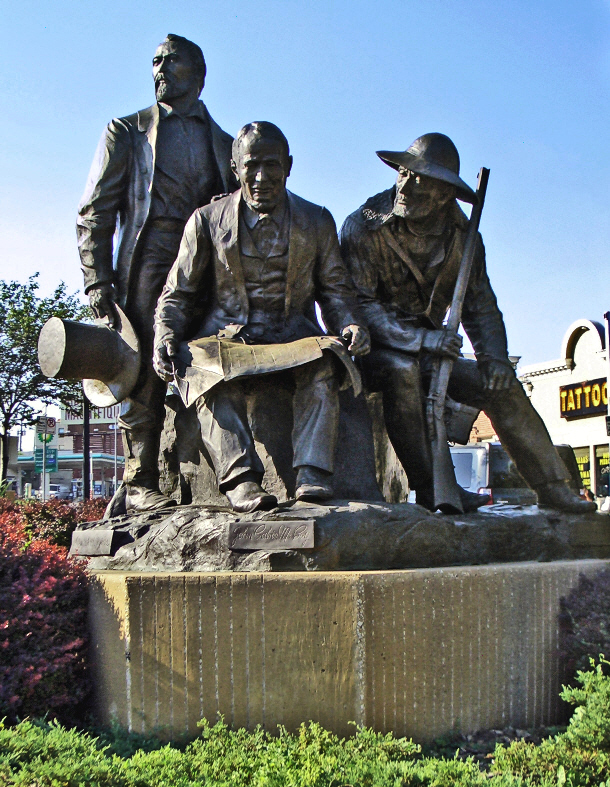
Памятник основателям города

После Луизианской покупки 1803 года сюда стали активно проникать американские колонисты. В 1821 году территория нынешнего Канзас-Сити стала частью США в составе штата Миссури. Первое поселение граждан США на месте современного города возникло в 1831 году возле парома через реку Канзас. На тот момент поблизости располагалась ферма француза Габриэля Прюдома (Gabriel Prudhomme), владевшего обширными угодьями. В том же 1831 году Прюдом был убит. В 1833 г. сюда приехал баптистский пастор Джон Мак-Кой (John McCoy). На ничейной земле, рядом с владениями Прюдома, Мак-Кой построил двухэтажный дом и небольшой магазин при нём. Основную его клиентуру составляли трапперы и колонисты. Приватизированному урочищу Мак-Кой дал имя Вестпорт (Westport), т. е. Западный порт. Название могло показаться не совсем логичным: урочище отстояло от ближайшей реки (Миссури) на целых 4 мили. Ход мыслей Мак-Коя прояснился в следующем, 1834 году. Вступив во владение миссурийской скалой, пастор построил у её подножия причал, названный Вестпортской пристанью (Westport Landing). Здесь же он оборудовал небольшую верфь. Между пристанью и собственно Вестпортом лежали владения Прюдома.
В 1838 г. владения Габриэля Прюдома были выставлены на аукцион. Мак-Кой и 13 его единомышленников учредили компанию, которая и купила прюдомовский участок, объединив Вестпорт с Вестпортской пристанью в единое целое. Вскоре основанное здесь поселение стало бурно развивался, сделавшись одним из ключевых транспортных узлов в развернувшемся освоении Дикого Запада. Сама жизнь подтвердила прозорливость Мак-Коя — правда, большинством голосов учредителей, Вестпорт был переименован в Канзас-Сити (одноимённый город в Канзасе тогда ещё не существовал, не было и штата Канзас). 28 марта 1853 года Канзас-Сити получил статус города.
С момента образования города и до окончания войны Севера и Юга ключевым вопросом политической жизни Канзас-Сити был конфликт южан и северян. Горожане приняли активное участие (по обе стороны фронта) как в кровавых событиях в Канзасе, так и в последовавшей Гражданской войне. В окрестностях города произошло множество ожесточённых боёв.
В 1865 году в город провели железную дорогу, положившую начало устойчивому экономическому росту Канзас-Сити, продлившемуся практически до начала 1960-х. Последовавший затем упадок привёл к оттоку населения в пригороды, запустению делового центра и образованию обширных негритянских гетто с низким уровнем жизни и высоким уровнем преступности.
С середины 1990-х Канзас-Сити вновь переживает период экономического подъёма, прекращается снижение численности населения, реализуются (не всегда успешно) различные проекты по оживлению пришедших в упадок районов.

## География и климат
| Показатель                              | Янв.  | Фев. | Март  | Апр.  | Май   | Июнь  | Июль  | Авг.  | Сен.  | Окт. | Нояб. | Дек.  | Год   |
| --------------------------------------- | ----- | ---- | ----- | ----- | ----- | ----- | ----- | ----- | ----- | ---- | ----- | ----- | ----- |
| Абсолютный максимум, °C                 | 23,9  | 27,2 | 32,8  | 35,0  | 39,4  | 42,2  | 44,4  | 45,0  | 42,8  | 36,7 | 28,3  | 23,3  | 45,0  |
| Средний максимум, °C                    | 1,5   | 4,8  | 11,6  | 18,4  | 23,5  | 28,5  | 31,5  | 30,2  | 25,6  | 19,7 | 11,4  | 3,8   | 17,5  |
| Средняя температура, °C                 | −3,5  | −0,4 | 5,9   | 12,5  | 17,8  | 22,9  | 25,8  | 24,5  | 19,7  | 13,7 | 6,2   | −0,9  | 12,0  |
| Средний минимум, °C                     | −8,5  | −5,7 | 0,3   | 6,6   | 12,2  | 17,3  | 20,1  | 18,7  | 13,8  | 7,6  | 0,9   | −5,6  | 6,5   |
| Абсолютный минимум, °C                  | −28,9 | −30  | −23,3 | −11,1 | −1,7  | 5,6   | 10,6  | 6,1   | −0,6  | −8,3 | −17,2 | −30,6 | −30,6 |
| Норма осадков, мм                       | 27,7  | 27,9 | 63,8  | 79,2  | 128,0 | 119,9 | 111,3 | 101,9 | 123,4 | 83,6 | 48,8  | 40,1  | 956   |
| Источник: World Climate Погода и климат |       |      |       |       |       |       |       |       |       |      |       |       |       |

Город, расположенный на берегах реки Миссури, занимает площадь 818,4 км², из которых 1,41 % приходится на воду. Рельеф преимущественно плоский, холмы по высоте не превышают 100 м. Климат переходный между субтропическим океаническим и умеренно континентальным, с четырьмя отчётливо выраженными сезонами в течение года. Отчасти схож с климатом Пекина.

## Население
По данным переписи 2011 года, население Канзас-Сити составило 463 202 человека, из них:
- белых — 54,9 %;
- афроамериканцев — 29,2 %;
- латиноамериканцев — 10,0 %;
- азиатов — 2,5 %.

Уровень преступности в городе относительно высок. По данным ФБР на 2012 год Канзас-Сити занимал 18 место по преступлениям на душу населения.

## Экономика
Канзас-Сити — крупный торгово-финансовый центр. Нефтеперерабатывающая, химическая, деревообрабатывающая промышленность. Машиностроение (сборка автомобилей, производство сельскохозяйственных и дорожных машин). В городе находятся штаб-квартиры 14 компаний из списка Fortune 1000

## Транспорт
Своим образованием и бурным последующим ростом город обязан удачному географическому положению — при слиянии рек Миссури и Канзас. Речной транспорт до сих пор играет важную роль в экономике города. 

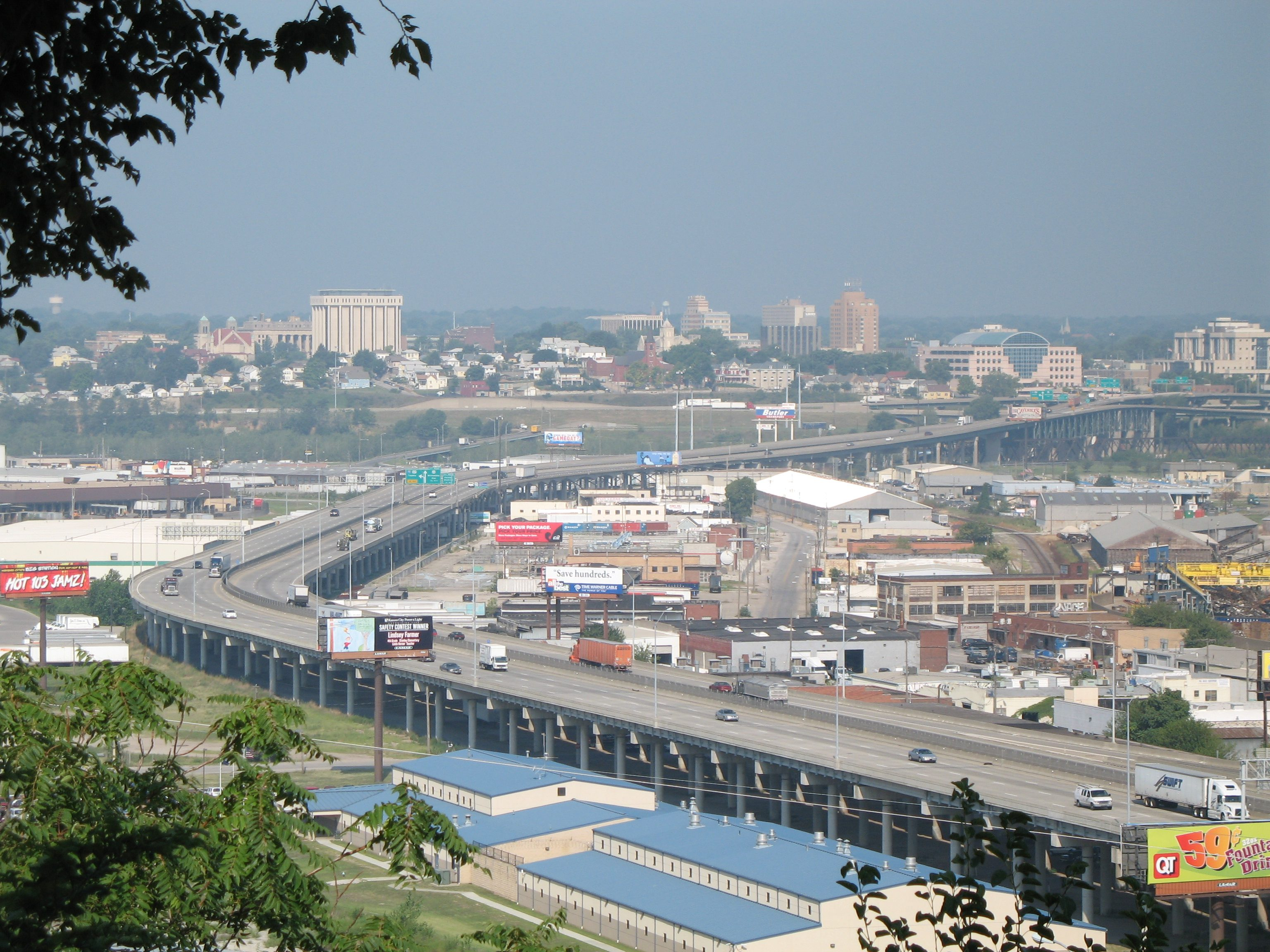
Автомагистраль I-70

Канзас-сити является одним из важнейших железнодорожных узлов США — по проходящему через город тоннажу он занимает первое место в стране.
Через город проходят три важных межштатных автомагистрали: I-70, I-35 и I-29. По протяжённости скоростных автомагистралей на душу населения Канзас-Сити занимает первое место в США, более чем в 2 раза превосходя средний национальный уровень. При всей позитивности этого факта, он послужил одним из главных факторов, способствовавших оттоку населения в пригороды и упадку центра города.
Воздушными воротами города является Международный аэропорт Канзас-Сити, (ИАТА: MCI, ИКАО: KMCI, FAA LID: MCI), расположенный в 24 километрах к северо-западу от центрального делового района. Пассажирооборот в 2011 году составил 10,1 миллиона человек.
Общественный транспорт в городе развит слабо, основная масса населения использует личные автомобили. Восстановлено движение бесплатного трамвая
Из 50 крупнейших городов США Канзас-сити занимает 43 место по удобству для пешеходов.

## Спорт
| Клуб                 | Вид спорта                  | Дата основания                                       | Лига                                 | Арена                                    |
| -------------------- | --------------------------- | ---------------------------------------------------- | ------------------------------------ | ---------------------------------------- |
| Канзас-Сити Чифс     | Американский футбол         | 1960 (как Даллас Теханс) 1963 (как Канзас-Сити Чифс) | Национальная футбольная лига         | Эрроухед-стэдиум                         |
| Канзас-Сити Роялс    | Бейсбол                     | 1969                                                 | Главная лига бейсбола                | Кауффман-стэдиум                         |
| ФК Канзас-Сити       | Женский футбол              | 2012                                                 | Женская национальная футбольная лига | Shawnee Mission District Stadium         |
| Канзас-Сити Маверикс | Хоккей с шайбой             | 2009                                                 | ECHL (3 див.)                        | Independence Events Center (Индепенденс) |
| Миссури Кометс       | Шоубол                      | 2010                                                 | MASL                                 | Independence Events Center (Индепенденс) |
| Канзас-Сити Блюз     | Регби-юнион                 | 1966                                                 | USA Rugby Division 1                 | Swope Park Training Complex              |
| Канзас-Сити Шторм    | Женский американский футбол | 2004                                                 | WTFA                                 | North Kansas City High School            |

## Культура
Упоминания в искусстве
Местом действия манги и аниме Battle Angel является Канзас-Сити XXVI века, в котором расположен космический лифт.
Городу посвящена одноимённая песня-рок-н-ролл Джерри Либера и Майка Столлера. Песню исполняли многие исполнители, наиболее известные — «Битлз», альбом «Beatles for Sale», 1964 г.

## Достопримечательности
- Художественный музей Нельсона-Аткинса[англ.]. Основан в 1933 г. Главное здание построено в неоклассическом стиле в центре парка.
- Музей Первой Мировой Войны.
- Здание публичной библиотеки. Здание Центральной городской библиотеки выглядит как стоящие рядом книги[источник не указан 4839 дней].
- Канзас-Сити занимает второе место в мире по количеству фонтанов — более 200[источник не указан 4839 дней].

## Города-побратимы
- Испания: Севилья (1967)
- Япония: Курасики (1972)
- Мексика: Морелия (1973)
- Сьерра-Леоне: Фритаун (1974)
- Китайская Республика: Тайнань (1978)
- Китай: Сиань (1989)
- Мексика: Гвадалахара (1991)
- Германия: Ганновер (1993)
- Нигерия: Порт-Харкорт (1993)
- Танзания: Аруша (1995)
- Мексика: Сан-Николас-де-лос-Гарса (1997)
- Израиль: Рамла (1998)
- Франция: Мец (2004)
- Китай: Яньань (2017)
- Афганистан: Кабул (2018)